# Khaled Lemmouchia
Khaled Lemmouchia (ar. خالد ليموتشيا, ur. 6 grudnia 1981 w Givors) – algierski piłkarz grający na pozycji defensywnego pomocnika.

## Kariera klubowa
Lemmouchia urodził się we Francji, w rodzinie pochodzenia algierskiego. Karierę piłkarską rozpoczął w juniorach Olympique Lyon. W 2001 roku został piłkarzem amatorskiego AS Moulins, a w latach 2002–2006 występował w innym amatorskim francuskim klubie, AS Lyon Duchère.
W połowie 2006 roku Lemmouchia przeszedł do algierskiego zespołu ES Sétif i w jego barwach zadebiutował w pierwszej lidze algierskiej. W 2007 roku osiągnął swoje pierwsze sukcesy w karierze, gdy wywalczył mistrzostwo Algierii oraz zwyciężył z Sétif w Arabskiej Lidze Mistrzów. W 2008 roku ponownie wygrał z Sétif te rozgrywki, a w 2009 roku po raz drugi został mistrzem kraju. W 2010 roku zdobył Puchar Algierii. Następnie grał w USM Algier, Club Africain Tunis i MC Oran.
| Sezon   | Klub                | Kraj     | Rozgrywki            | Mecze | Bramki |
| ------- | ------------------- | -------- | -------------------- | ----- | ------ |
| 2001/02 | AS Moulins          | Francja  | CFA                  | ?     | ?      |
| 2002/03 | AS Lyon-Duchère     | Francja  | CFA                  | ?     | ?      |
| 2003/04 | AS Lyon-Duchère     | Francja  | CFA                  | ?     | ?      |
| 2004/05 | AS Lyon-Duchère     | Francja  | CFA                  | 31    | 7      |
| 2005/06 | AS Lyon-Duchère     | Francja  | CFA                  | 30    | 5      |
| 2006/07 | ES Sétif            | Algieria | Championnat National | 15    | 0      |
| 2007/08 | ES Sétif            | Algieria | Championnat National | 24    | 0      |
| 2008/09 | ES Sétif            | Algieria | Championnat National | 15    | 0      |
| 2009/10 | ES Sétif            | Algieria | Championnat National | 22    | 0      |
| 2010/11 | ES Sétif            | Algieria | Championnat National | 20    | 0      |
| 2011/12 | USM Algier          | Algieria | Championnat National | 27    | 1      |
| 2011/12 | Club Africain Tunis | Tunezja  | CLP 1                | 5     | 0      |
| 2012/13 | Club Africain Tunis | Tunezja  | CLP 1                | 7     | 0      |
| 2015/16 | MC Oran             | Algieria | Championnat National | 20    | 0      |

## Kariera reprezentacyjna
W reprezentacji Algierii Lemmouchia zadebiutował 31 maja 2008 roku w przegranym 0:1 spotkaniu eliminacji do Mistrzostw Świata w RPA z Senegalem. W 2009 roku wywalczył z Algierią awans na ten mundial, a w 2010 roku został powołany do kadry Algierii na Puchar Narodów Afryki 2010.